# 張法乾
張法（1911年—2002年），贵州省安顺縣人，国民革命军第九十四军参谋长。

## 生平
13岁时只身前往北方求学，考入著名的天津南开学校，和著名的南开五虎同班，并交成多年的好友。
后入日本士官学校第23期骑兵科学习，毕业后回国，由于和蒋介石是校友，被任命为军政部特务团上尉连长、南京的宪兵训练所少校教官兼骑兵队长、南京的宪兵司令部特务营中校营长。在日本侵略军进攻南京时，是最后从南京撤退的政府人员之一。
撤到后方，被任命为贵州省政府特务队长、骑兵队长、省会防护团团长。保送重庆陆军大学特六期。毕业后任驻安顺的军政部战车兵员补训处少将副处长。1944年底任黔东南战地收容司令部副司令、代司令，成功地将当时无人领导的扰民散军九十三军缴械。1945年初任都(匀)独(山)警备司令部副司令。1945年6月底湘西会战胜利后，被任命为全美式装备的九十四军参谋长，任接收上海的受降组长、接收天津的前进指挥所主任。在天津因为和陈诚意见不合，愤而辞职。1947年任国防部二厅少将副处长。1948年5月被当时任贵州省主席的同乡、原宪兵司令谷正伦任命为贵州保安副司令兼参谋长、贵州绥靖公署参谋长。解放军进攻贵州时，1949年底任贵州保安部队改变的第一零一军副军长兼参谋长。随军撤退到广西，又被任命为广西警备司令，后又败退到云南。在云南时被推举作为代表去香港向谷正伦汇报，这时云南龙云宣布起义。谷正伦因为在贵州擅自擒杀八十九军军长刘伯龙，引起蒋介石大发雷霆，不敢去台湾，张法乾和谷正伦一起滞留香港，直到1952年蒋介石宣布“既往不咎”，他们才一起迁往台湾。但蒋怀疑他在广西时和桂系有来往，因此不予以任公职，只得以在蔡氏集团担任顾问为生。
张法乾在台湾被选为贵州同乡会理事长。1993年首次回大陆探亲，他于1998年回乡落户，2002年在贵阳家中病逝，享年93岁。
1. ↑  世祥：“张法乾旧事漫谈”，《贵州文史天地》，2000年第3期，第42-46页。